# Hohenfelde, Stormarn
Hohenfelde är en kommun i Kreis Stormarn i förbundslandet Schleswig-Holstein i Tyskland.
Kommunen ingår i kommunalförbundet Amt Trittau tillsammans med ytterligare nio kommuner.